# Parque Quase-Nacional Nichinan Kaigan
O Parque Quase-Nacional Nichinan Kaigan é um parque quase-nacional localizado nas prefeituras japonesas de Miyazaki e Kagoshima. Estabelecido em 1 de junho de 1955, tem uma área de 4 542 hectares.